# Рождествено (Дмитровський міський округ)
Рожде́ствено (рос. Рождествено) — присілок у складі Дмитровського міського округу Московської області, Росія.

## Населення
Населення — 34 особи (2010; 18 у 2002).
Національний склад (станом на 2002 рік):
- росіяни — 89 %